# Artur Talvik
Artur Talvik (ur. 13 czerwca 1964 w Tallinnie) – estoński aktor, producent filmowy i polityk, poseł XIII kadencji, w latach 2017–2018 lider Estońskiej Partii Wolności.

## Życiorys
Ukończył szkołę średnią w rodzinnym mieście, a w 1988 studia aktorskie w Estońskiej Akademii Muzyki i Teatru. Pracował w teatrze lalkowym jako aktor, następnie był reporterem radiowym. Od 1992 związany zawodowo z branżą filmową jako producent filmowy i członek zarządów przedsiębiorstw filmowych. Pełnił różne funkcje w estońskich organizacjach branżowych, uzyskał także członkostwo w Europejskiej Akademii Filmowej. Wyprodukował takie filmy jak Tulekummardajad (2000), Hundi agoonia (2006), Kinnunen (2007), Detsembrikuumus (2008) i inne.
W 2015 zaangażował się w działalność polityczną. Był kandydatem Estońskiej Partii Wolności na urząd premiera w trakcie kampanii wyborczej. Jako bezpartyjny z jej ramienia uzyskał w tymże roku mandat posła do Zgromadzenia Państwowego. W 2017 formalnie wstąpił do tego ugrupowania, a następnie został wybrany na jego nowego przewodniczącego, zastępując Andresa Herkela. W maju 2018 zdecydował się odejść z Estońskiej Partii Wolności. W tym samym roku założył nową partię – Elurikkuse Erakond.